# 旅運中心駅
旅運中心駅（りょうんちゅうしんえき）は台湾高雄市苓雅区苓東里にある高雄捷運環状軽軌の駅。駅番号はC9。海浜路の高雄港埠旅運中心付近に位置する。

## 駅構造

### 環状軽軌
相対式ホーム2面2線の地上駅。
| 地上                                       |                                                  |
| 歩道                                       |                                                  |
| 相対式ホーム、右側のドアが開く。簡易改札機 |                                                  |
| 内回り・下り                               | ←■環状軽軌 哈瑪星・鼓山区公所方面（光栄碼頭駅）  |
| 外回り・上り                               | →■環状軽軌 籬仔内・凱旋公園方面（高雄展覧館駅）→ |
| 相対式ホーム、右側のドアが開く。簡易改札機 |                                                  |
| 歩道                                       |                                                  |

### 高雄捷運黄線
■黄線Y13駅（計画中）

## 歴史
- 2013年6月4日 - 起工[1]。
- 2015年3月29日 - 駅名が「旅運中心」に決定[2][註 1]。
- 2017年6月30日 - 開業[3]。

## 駅周辺
- 海浜路
- 苓南路
- 実践大学高雄キャンパス
- 高雄旅運中心（中国語版）（大型クルーズ船ターミナル）

## バス
高雄市公車
| 系統             | 事業者   | 区間                               | 備考 |
| ---------------- | -------- | ---------------------------------- | ---- |
| 一心幹線（紅18） | 東南客運 | 中崙社区－実践大学（高雄城区中心） |      |
| 214              | 港都客運 | 小港站－歴史博物館                 |      |
| 一心幹線（紅18） | 東南客運 | 金獅湖站－金獅湖站                 |      |

## 隣の駅
高雄捷運
■環状軽軌
高雄展覧館駅 C8 - 旅運中心駅 C9 - 光栄碼頭駅 C10